# شهرستان ژنگهه
شهرستان ژنگهه (به لاتین: Zhenghe County) یک شهرستان‌های جمهوری خلق چین در چین است که در نانپینگ واقع شده‌است.
 شهرستان ژنگهه ۱٬۷۳۵ کیلومتر مربع مساحت و ۲۲۱٬۵۳۷ نفر جمعیت دارد.